# Tropidophorus beccarii
Tropidophorus beccarii är en ödleart som beskrevs av  Peters 1871. Tropidophorus beccarii ingår i släktet Tropidophorus och familjen skinkar. Inga underarter finns listade i Catalogue of Life.